# Sơn ca Nhật Bản
Sơn ca Nhật Bản (danh pháp hai phần: Alauda japonica) là một loài chim thuộc Họ Sơn ca. Đây là loài đặc hữu Nhật Bản.